# Viveros
Viveros là một đô thị ở tỉnh Albacete nằm ở cộng đồng tự trị Castile-La Mancha của Tây Ban Nha. Đô thị Viveros có diện tích là 65,37 ki-lô-mét vuông, dân số năm 2009 là 385 người với mật độ 5,39 người/km². Đô thị Viveros có cự ly 77 km so với tỉnh lỵ Albacete.